# Z 18
Z 18, plným označením Z 4/18 HP, byl malý osobní nebo lehký užitkový automobil vyráběný v letech 1926–1930 firmou Československá zbrojovka, akciová společnost, Brno. Byl to první československý sériově vyráběný automobil s dvoutaktním motorem. Celkem vzniklo přes 2500 kusů v osobních a užitkových verzích.

## Historie
Po neúspěchu vozu Disk připravil konstruktér ing. František Mackerle v dubnu 1925 návrh nového vozu, koncepčně podobného Disku, ale již s klasickou třístupňovou převodovkou. Vůz měl být alternativně poháněn dvoudobým dvouválcem objemu 750 nebo 1000 cm³. Správní rada zbrojovky zvolila řešení s litrovým motorem. Díky varovným zkušenostem s nespolehlivým Diskem bylo rozhodnuto novou konstrukci důkladně odzkoušet. Prototyp najezdil 16 500 km několika evropskými státy včetně průjezdu alpskými průsmyky, během této cesty se nevyskytla žádná závažnější porucha. Během července a srpna 1925 najezdil testovací řidič Karl Stohanzl přes 6000 km po Moravě a Čechách. Počátkem září se s vozem naloženým nářadím, pneumatikami a náhradními díly vydal na cesty křížem krážem po Evropě. Trasa dlouhá přes 9200 km vedla přes Rakousko do Itálie (přes Alpy a Dolomity až do Neapole), potom do Německa (Hamburg) a Polska (Štětín). Do Brna se vracel přes jižní Tyrolsko, kde překonal i horský průsmyk Jaufenpass (2229 m n. m.). Po návratu sepsal o cestě podrobnou zprávu, na jejímž základě správní rada společnosti dala souhlas k přípravě a zahájení výroby nového vozu Z 18. Následně byl ing. Mackerle jmenován šéfkonstruktérem automobilky a od ledna 1926 započala sériová výroba vozu. Ten se stal prvním sériově vyráběným československým automobilem s dvoutaktním motorem. Výroba typu Z 18 probíhala do roku 1930, vzniklo 2510 kusů, včetně 1000 v užitkových verzích.
Na základě vozu byla v menším množství produkována sportovní varianta Z 18-Sport, vybavená brzdami předních kol a upravenými motory.

## Technické údaje

### Motor a převodovka

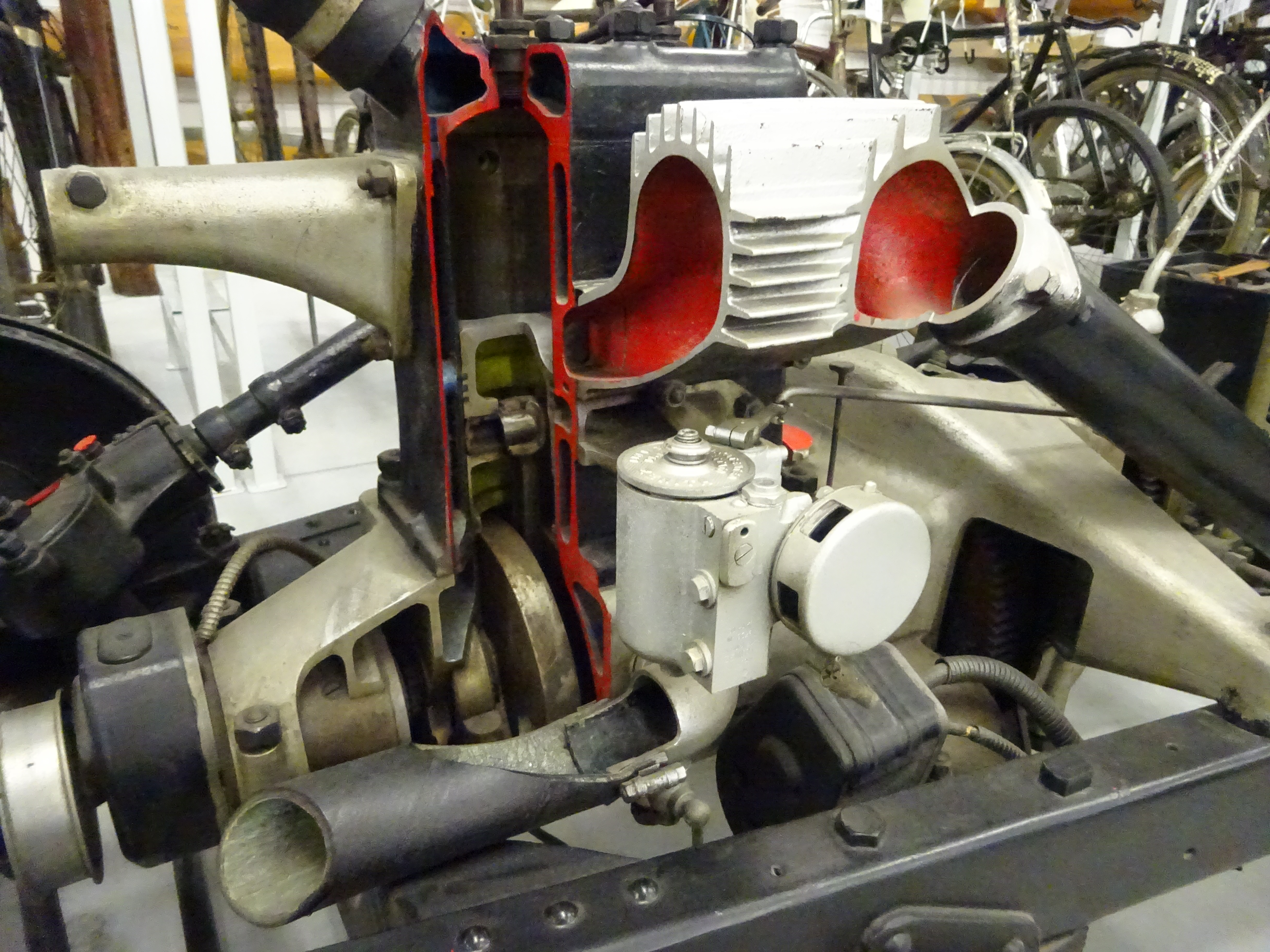
Zbrojovka Z 18, dvouválcový řadový motor v částečném řezu

Vůz Z 18 pohání řadový, vodou chlazený dvoudobý zážehový dvouválec. Motor má zdvihový objem 1004 cm³ (vrtání válců 80 mm, zdvih 100 mm), který dosahuje nejvyšší výkon 13,2 kW (18 k) při 2200 ot./min. Přípravu palivové směsi zajišťuje karburátor Zenith 30. Motor je opatřen magnetovým zapalováním a spouštěčem Bosch. Palivová nádrž má objem 30 litrů.
Válce byly odlity do bloku a byly uzavřeny snímatelnou hlavou. Klikový hřídel byl dělený a uložen byl ve 4 ložiscích. Chlazení termosifonové podporované ventilátorem. Mazání motoru olejem přimíseným do benzínu.
Převodovka vozu je klasická třístupňová, spojená s motorem přes suchou jednokotoučovou zubovou spojku.

### Podvozek a karosérie
Základem podvozku je tuhý obdélníkový rám z U profilů. Obě tuhé nápravy jsou zavěšeny na čtvrteliptických listových pérech. Přenos točivého momentu na hnací zadní nápravu zajišťuje hřídel s pružným kloubem. Náprava není vybavena diferenciálem. Mechanické bubnové brzdy se nacházejí pouze na zadní nápravě. Kola jsou ocelová disková a opatřená pneumatikami Michelin rozměru 720×120 mm.
Osobní verze vozu byly dodávány s otevřenými karosériemi se skládací střechou (faeton), vznikaly také varianty roadster, landaulet nebo limuzína. Na otevřený vůz bylo možné namontovat limuzínový nástavec potažený umělou kůží. Užitkové verze měly podobu valníku s plátěnou střechou, později s uzavřenou kabinou. Kromě továrních karosérií vznikaly i individuální nástavby u samostatných karosářů.

### Rozměry a výkony
Všechny údaje dle publikace Atlas našich automobilů 1914-1928
Rozvor: 2650 mm
Rozchod kol: 1120 mm

Délka: 3750 mm
Šířka: 1380 mm
Výška: 1580 mm (faeton se střechou)

Užitečná hmotnost: 500 kg (valník)

Největší rychlost: 80 km/h
Spotřeba: 11 l/100 km

### Sportovní verze Z 18 Sport
V roce 1927 byl postaven závodní automobil označovaný jako Z 18/S (Sport). Ze základního modelu Z18 pocházela velká část komponentů. Rám se dočkal zkrácení, odlehčení. Motor byl uložen níže. Nápravnice doznaly změn, aby se dokázaly vypořádat s klopným momentem nově montovaných předních brzd.
V květnu 1927 fabrika vůz nasadila v závodě do vrchu Knovíz – Olšany. Ve své kategorii do 1100 ccm řízen Josefem Mamulou dojel druhý. K prvnímu, vítěznému nasazení tohoto závodního vozu došlo na IV. ročníku mezinárodního závodu Brno—Soběšice, který se konal 5. června 1927. Zde vyhrál Zbrojovkou z nově utvořeného továrním týmu Bedřich Soffer.
Motor Z 18 Sport byl v roce 2019 vestavěn do závodní vozu Zbrojovka Z-S30, mezistupně k pozdějšímu vrcholnému závodnímu vozu Z 14 (1930). Dvoudobý, dvouválcový motor s vodním chlazením o zdvihovém objemu 996 cm³ byl vybaven mechanickým kompresorem a šoupátkovým rozvodem sání. Měl výkon až 45 k/33 kW při 4200 ot/min, se kterým dosahoval rychlosti 140 km/h při spotřebě paliva 18-25 l/100 km. Díky vysokému výkonu byl vůz velmi úspěšný na závodních drahách.

## Sportovní úspěchy
K přesvědčivosti o výkonnosti dvoutaktního motoru »Zetky« továrna nasadila cestovní vozy Z 18 vč. sportovní verze Z 18-Sport záhy do soutěží a závodů v Československu i v cizině. Byl vytvořen silný tovární tým z jezdců Karl Stohanzl, Rychard Müttermüller a Bedřich Soffer. V pozdějších sezónách doplněný o "všesportovce" Karla "Tunala" Divíška, továrníka Leo Kargera a Josefa Mamulu.

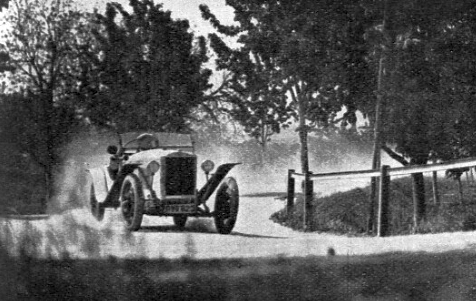
Bedřich Soffer, Z 18 Sport (Brno-Soběšice 1927)

Jako první "vyjel" na cestovní Z 18 v roce 1926 do sportovní akce Bedřich Soffer. Zúčastňoval se tehdy populárních automobilových turnajů. Na Automobilovém turnaji v Jihlavě (27. června 1926) poprvé startoval Soffer s novým automobilem brněnské Zbrojovky Z 18. V kategorii seniorů zvítězil (176 bodů) před Karlem Divíškem na Walteru P (224 bodů). Soffer od pořadatelů (ČAMS, pobočka Jihlava) obdržel broušenou vázu z olovnatého skla. Soffer se Z 18 zvítězil mezi seniory i 25. července 1926 na Automobilovém turnaji ve Vsetíně. S tímto vozem Bedřich Soffer absolvoval 8.-9. srpna 1926 dálkovou jízdu Praha-Paříž. Při oficiálně sledované jízdě kontrolory (tajemník ČAMS Karel Fr. Štursa a redaktor brněnských LN) dosáhl času 24 h 30 minut, čímž o překonal rok starý rekord 27 h 15 min. redaktora Jaroslava Kalvy.
Prvním mezinárodním úspěchem byla v únoru 1927 účast sériových Z-18 na Rakouské zimní jízdě spolehlivosti W. M. H. V. (Wiener Motorsportliche Herren-fahrer Vereinigung, Vídeňský svaz pánských jezdců) z Vídně do Burgerlandu. Soutěž se jela po "roztlačených" zimních silnicích. Ve velké a silné konkurenci, složené z vozů známých osvědčených značek, dobyl tříčlenný team »Zetek« (Stohanzl, Müttermüller a Soffer) cenného vítězství, neboť dojel s matematickou jistotou bez jediného trestného bodu a získal teamovou cenu, tři medaile jakož i pohár za nejpravidelnější a nejhospodárnější jízdu. Jízdy se zúčastnilo celkem 144 konkurentů na vozech a motocyklech nejrůznějších značek, mezi nimiž byly stroje známých zahraničních továren. Po propočítání výsledků obdržel první z 26 čestných cen Karl Stohanzl z Československé zbrojovky, akc. sp. v Brně.
V neděli 24. dubna 1927 na Automobilovém turnaji v Třebíči na 100 km obsadil Soffer na Z 18 v mrtvém závodě dělené 1. místo společně s ing. Vejrostou, který jel na voze Praga Piccolo. Ještě úspěšnější však byl na automobilových turnajích spolumajitel odborné autoškoly Karel Divíšek. Na turnajích v roce 1927 zvítězil v Přerově, Vsetíně a v Brně a ještě k tomu připojil vítězství jízdě spolehlivosti v Třebíči.
Už 4. ročník závodu do vrchu Knovíz-Olšany (tehdy Volšany) uspořádal 15. května autoklub K.A.M. pro severozápadní Čechy na trati dlouhé 3 200 m. Bedřich Soffer ještě na Senéchalu neponechal nic náhodě a bezpečně zvítězil ve třídě sportovních automobilů do 1,1 l, přičemž vytvořil i rekord třídy v čase 2:36,3 min. Toto byl poslední závod Bedřicha Soffera na voze Sénéchal, potom už závodil výhradně na zbrojováckých automobilech. Na 2. místě v třídě do 1,1 l skončil v čase 2:46,8 min jeho "budoucí zbrojovácký kolega" Josef Mamula na stroji Z 18-Sport. V případě Z 18-Sport se zřejmě jednalo o první závod, kde tento sportovní vůz startoval.

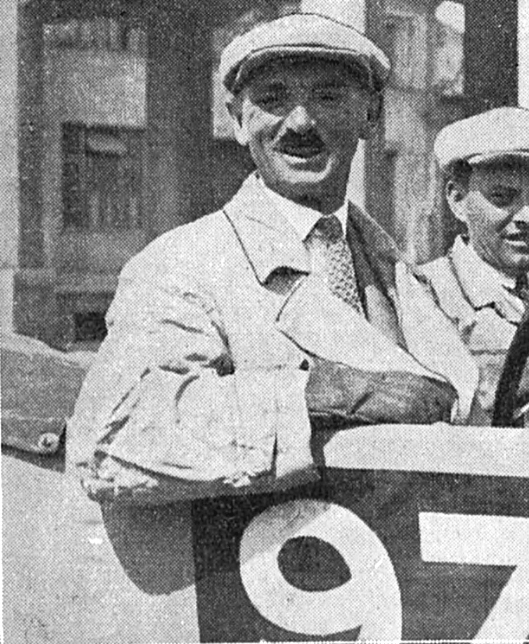
Karl Stohanzl (1928) po Mezinárodní alpské jízdě

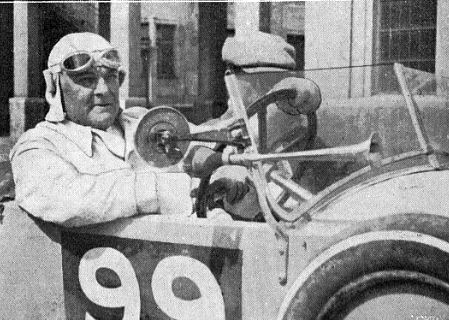
Leo Karger (Z 18) po zisku poháru v Alpské jízdě (1928)

Ke IV. ročníku mezinárodního závodu Brno—Soběšice (3,5 km, převýšení 160 m, max. stoupání 7,5%), který se konal 5. června 1927 za pořadatelství Československého automobilového klubu pro Moravu a Slezsko (ČAMS), byli přihlášeni i jezdci ze Zbrojovky, ve vlastním závodě startovali v nově utvořeném továrním týmu Čs. Zbrojovky Brno. Ve třídě sportovních vozů do 1,1 l zvítězil Bedřich Soffer v čase 3:16,6 min na Z 18-Sport, čímž vytvořil rekord třídy, před Rychardem Müttermüllerem o 0,3 vt. na stejném voze. První ostré nasazení na Soběšickém kopci přineslo novému týmu i vozu první „double“.
Na 2. ročníku Pradědského okruhu (19. června 1927) již startoval tovární tým Zbrojovky Brno se třemi vozy Z 18-Sport. Vavřín v kategorii do 1,1 l, která se jela na 10 kol (224 km), pro brněnskou Zbrojovku získal Rychard Müttermüller v čase 3:06:15,7 h. Úspěch Zetky byl dokonán i třetím místem mjr. ve výslužbě, Karla Stohanzla (závodící od toho data pod pseudonymem "Flieger", které si zvolil jako bývalý vojenský pilot v rakousko-uherské armádě) a šestým místem Bedřicha Soffera, který zajel v předposledním, 9. kole nejrychlejší kolo třídy za 18:10,9 min.
Na VII. ročníku mezinárodního závodu do vrchu Schöber (Stožec) u Rumburka 26. června 1927 v kategorii sportovních vozů do 1,1 l byl Müttermüller první za 3:06,4 min, druhý byl Soffer (3:12,9 min). V kategorii závodních vozů do 1,1 l byl nasazen Karl "Flieger" Stohanzl a obsadil na Z 18-Sport první místo v čase 3:08,4 min. Závod uspořádal Severočeský svaz motoristů (Nordböhmischer Kraftfahrerbund) na trati dlouhé 4 km s maximálním stoupáním až 12%.
Na závěr sezóny 1927 startovali Müttermüller a Soffer 18. září 1927 na VII. mezinárodním závodu do vrchu Ecce Homo, kde na »Zetce« Z 18-Sport v čase 7:20,9 min vyhrál kategorii do 1,1 l a v této třídě vytvořil nový traťový rekord. Komentář v odborném měsíčníku Auto k tomu uvedl: „Dalšího, a krásného úspěchu a důkazů svých předností dosáhl sportovní vůz brněnské Zbrojovky, překonav dosavadní Amilcarův rekord kategorie pod jistou rukou sympatického Müttermüllera.“ Ve sportovních vozech dojel na 2. místě, v automobilech jako 7. a v celkovém hodnocení společně motocykly na 25. místě. Soffer se stejným typem Z 18-Sport dojel v čase 7:37,5 min na 2. místě v kategorii do 1,1 l, na 4. místě ve sportovních vozech a na 29. místě v celkovém pořadí.
Soutěžní sezóna roku 1928 byla zahájena již 22. ledna účastí továrního týmu Zbrojovky na mezinárodní Rakouské zimní soutěži spolehlivosti. Ve velké a silné konkurenci, složené z vozů známých osvědčených značek, dobyl tříčlenný tým Zetek ("Flieger", Müttermüller a Soffer) vítězství opravdu senzačního, neboť dojel s matematickou jistotou bez jediného trestného bodu. Získal cenu pro tým a tři medaile pro jednotlivce, jakož i pohár za nejpravidelnější a nejhospodárnější jízdu. Tento úspěch se stal nejlepším vysvědčením pro kvalitu sériových vozů Z 18.

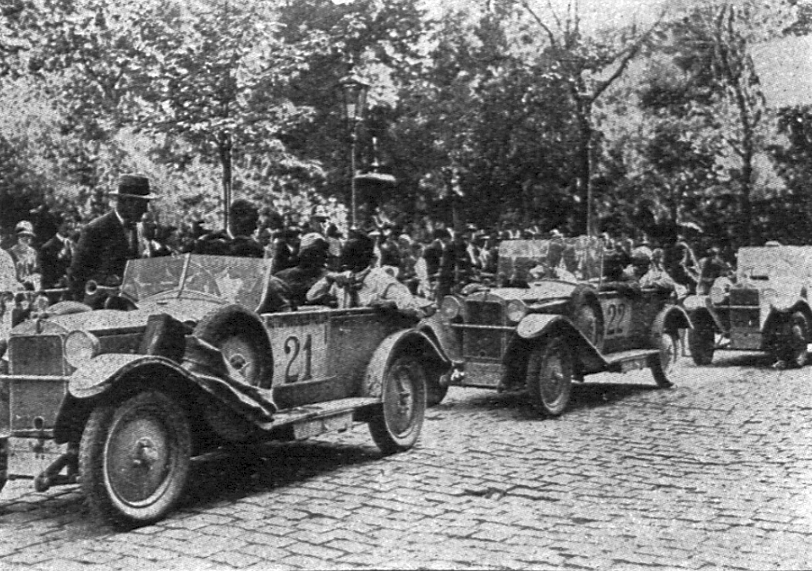
Tým Zetek na soutěži Automobil Klub Polski, st. č. 22 Karl Stohanzl (1929)

Agilní ČAMS uspořádal 1. května ve Zlíně na hřišti SK Baťa automobilový a motocyklový turnaj. Turnaj se uskutečnil za pěkného počasí a velmi četné návštěvy, měl díky dobré organizaci hladký průběh a vzbuzoval vhodně volenými úlohami živý zájem obecenstva. V automobilech do 1.5 l zvítězil Soffer na voze Z 18 se 191 b. před Karlem Divíškem na stejném voze.
Na 5. ročníku klubového závodu ČAMS (Československý automobilový klub pro Moravu a Slezsko) do vrchu Brno-Soběšice 13. května 1928 vyslala Zbrojovka silnou ekipu jezdců a vozů. Zbrojovky se mohla pochlubit prvními 3 místy v cestovních vozech Z-18 do 1000 cm³, kde jezdci za Zetkách obsadili stupně vítězů v pořadí Karel "Tunal" Divíšek, J. Najman a ing. Václavíková-Zichová. Zbrojovácký úspěch byl dokonán v kategoriích sportovních a závodních vozů. Karl "Flieger" Stohanzl startoval na typu Zbrojovky Z 4V (motor M6 – dvoupístový dvoudobý dvouválec, podélně zdvojený, zdvihový objem 0,995 l, max. výkon 34 kW/46 k) a zvítězil v třídě sportovních vozů do 1,1 l. "Flieger" překonal svým časem 3:08,0 min rekord této třídy. Bedřich Soffer na Z 6V se šestiválcovým, dvoudobým motorem (M 2) o zdvihovém objemu 1085 cm3 se dvěma kompresory, když zvítězil a vytvořil rekord třídy závodních vozů do 1,1 l.
Velmi krásný výsledek zaznamenaly sériové vozy Z-18 v Růžicové jízdě východočeské na 500 km. Tříčlenný team »Zetek«, vyslaný Čs. Zbrojovkou, dobyl vítězství opět jako při Rakouské zimní jízdě spolehlivosti — neměl ani jediného trestného bodu, — zlaté plakety a krásnou cenu pro team tvořený ing. Voženílkem a Rychardem Müttermüllerem doplněný dvěma východočeskými majiteli »Zetek«, p. Bínou z Hradce Králové a Krančíkem z Dvora Králové, kteří se soukromě jízdy zúčastnili. Všichni dojeli s plným počtem 500 bodů a obdrželi zlatou plaketu. Jejich úspěch je přesvědčivým důkazem výborné kvality sériových »Zetek«.
Alpská soutěž spolehlivosti (Mezinárodní alpská jízda) se konala 12.-16. srpna 1928 za pořadatelství autoklubů Švýcarska, Itálie, Německa a Rakouska. Startovala v Miláně a po pěti dnech končila po 1752 km v Mnichově. Účast přihlášených byla velmi značná: 13 týmů a 63 jednotlivců. Z československých vozů zúčastnil tovární tým brněnské Zbrojovky a cestovních vozech Z 18 (Stohanzl st. č. 97, Soffer st. č. 98 a Karger st. č. 99). Tým Zbrojovky nebyl klasifikován, protože Soffer již v 1. etapě vzdal a soutěž nedokončil. Oba zbývající jezdci (major v.v. Stohanzl a továrník Karger) soutěž dokončili a za výslednou klasifikaci dostali poháry pro jednotlivce z mezinárodní Alpské jízdy. Sezónu ukončil továrník Leo Karger, který na 8. ročníku Ecce Homo na Zetce obsadil 2. místo ve sportovních automobilech do 1,1 l.
Polský jezdec Kołaczkowski startoval z Varšavy na Z 18 na Rallye Monte Carlo v lednu 1929; kvůli husté mlze ve Francii musel odstoupit, ale rally dokončil. Ve dnech 16.-23. června 1929 se konala VIII. mezinárodní soutěž, kterou uspořádal Automobil Klub Polski. Se startovními čísly 21-24 se soutěže zúčastnili s vozy Z 18 K.Divíšek (st. č. 21), K. Stohanzl (st. č. 22), J. Mamula (st. č. 23) a Polák Wojciech Kołaczkowski. Soutěž částečně vedla i přes Československo (3. etapa končila v Opavě a 4. v Praze). Celkem osmietapová soutěž měřila úctyhodných 3100 km. Nejlépe na voze Z 18 soutěž dokončil "Flieger" na 13. místě, Mamula byl 15 a Divíšek 18. Polák Kołaczkowski soutěž nedokončil pro havárii v 5. etapě, kdy kolidoval s vozem naloženým kmeny.

## Galerie

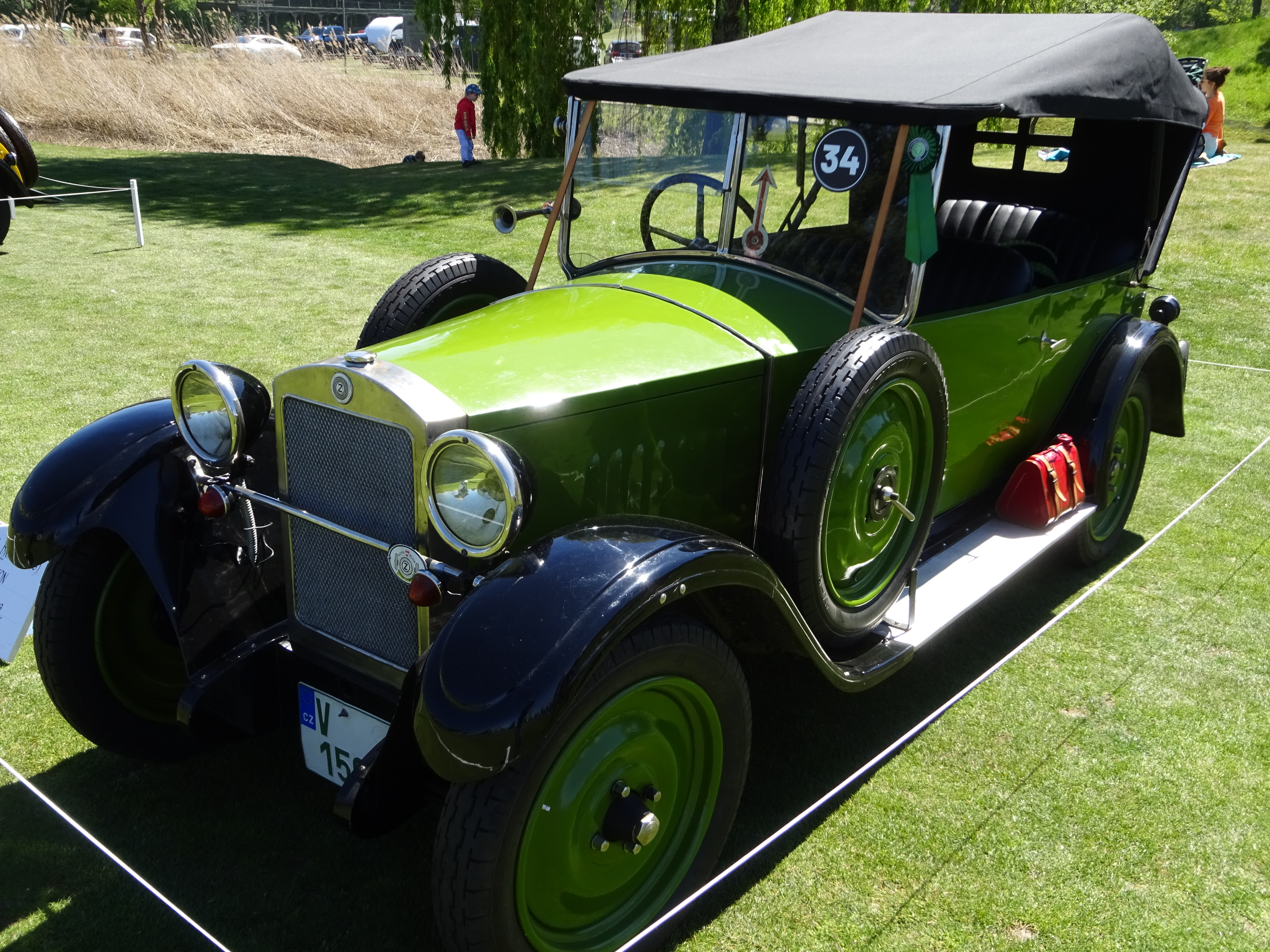
Zbrojovka Z 18 faeton (1928), Automobilové klenoty 2024
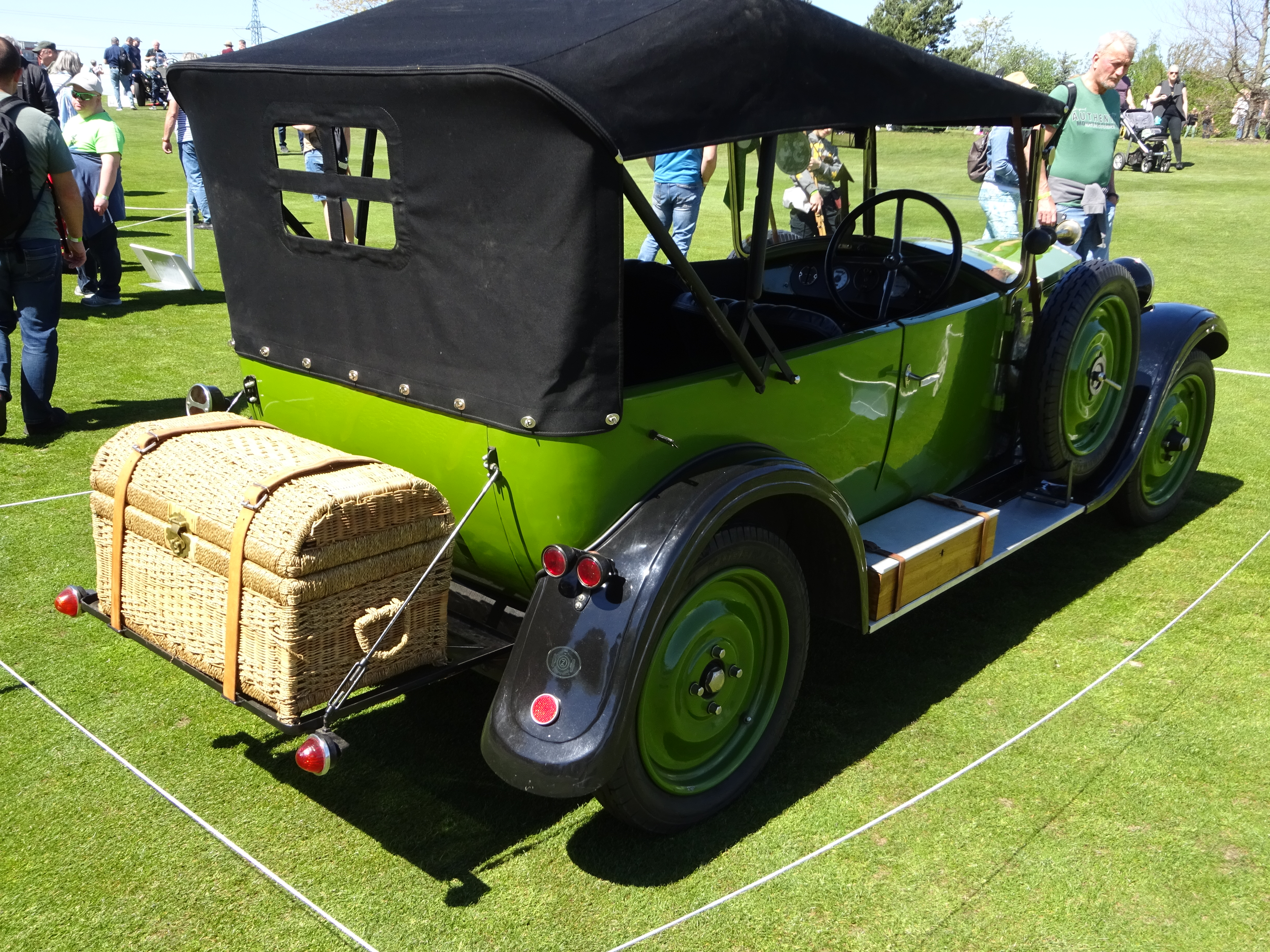
Zbrojovka Z 18 faeton (1928)
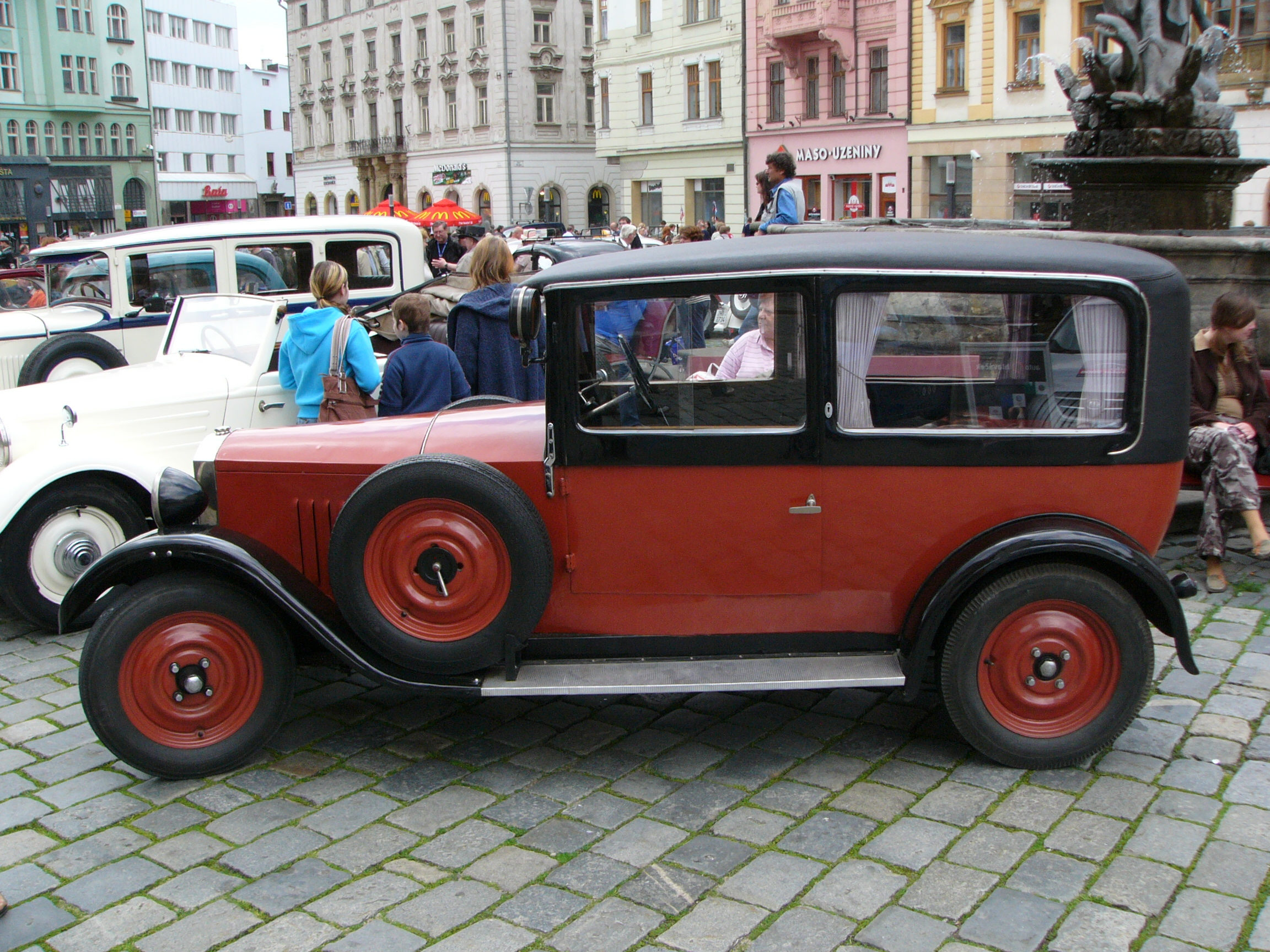
Zbrojovka Z 18 limusina (1929)
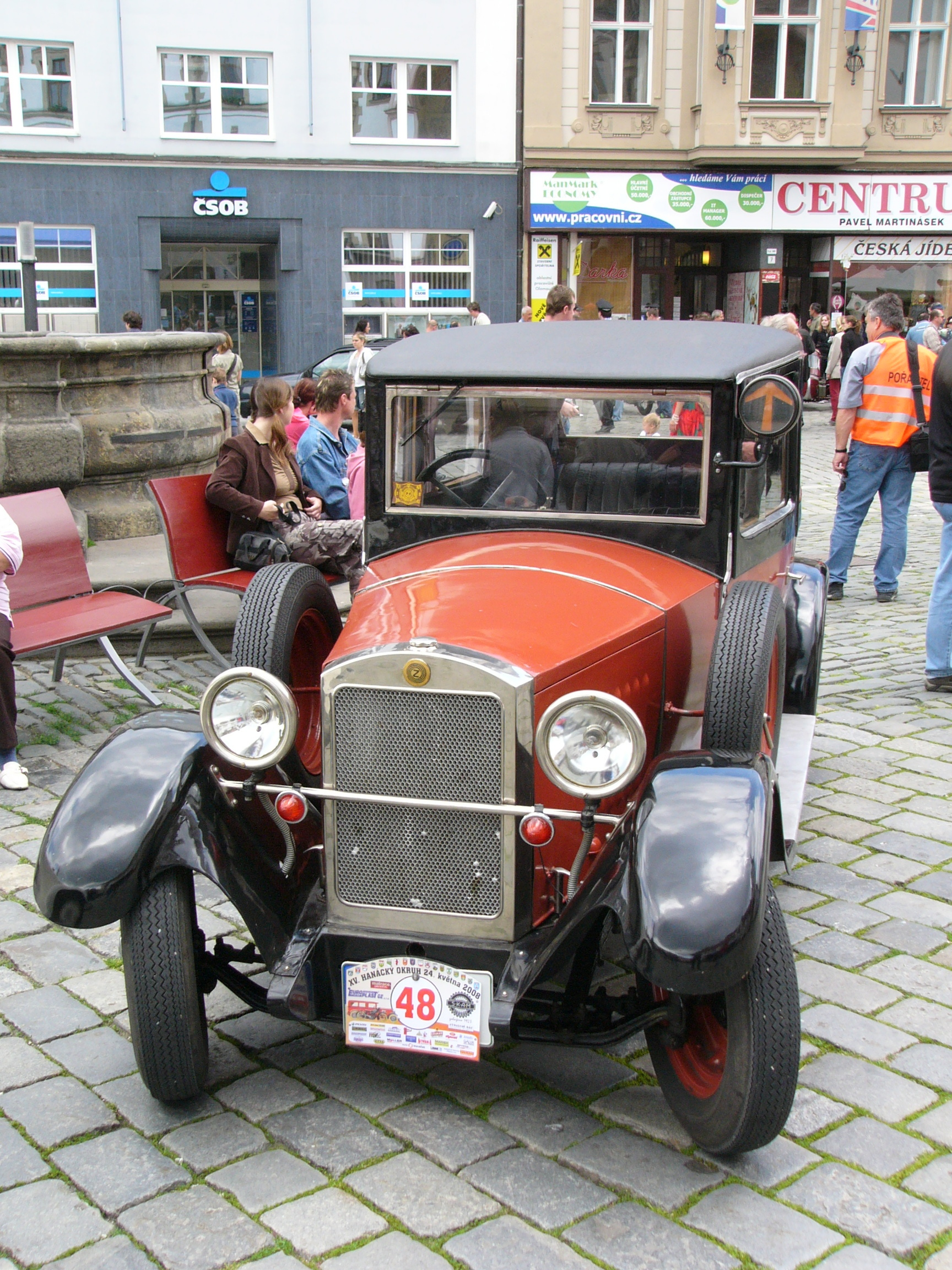
Zbrojovka Z 18 limusina (1926–1930)
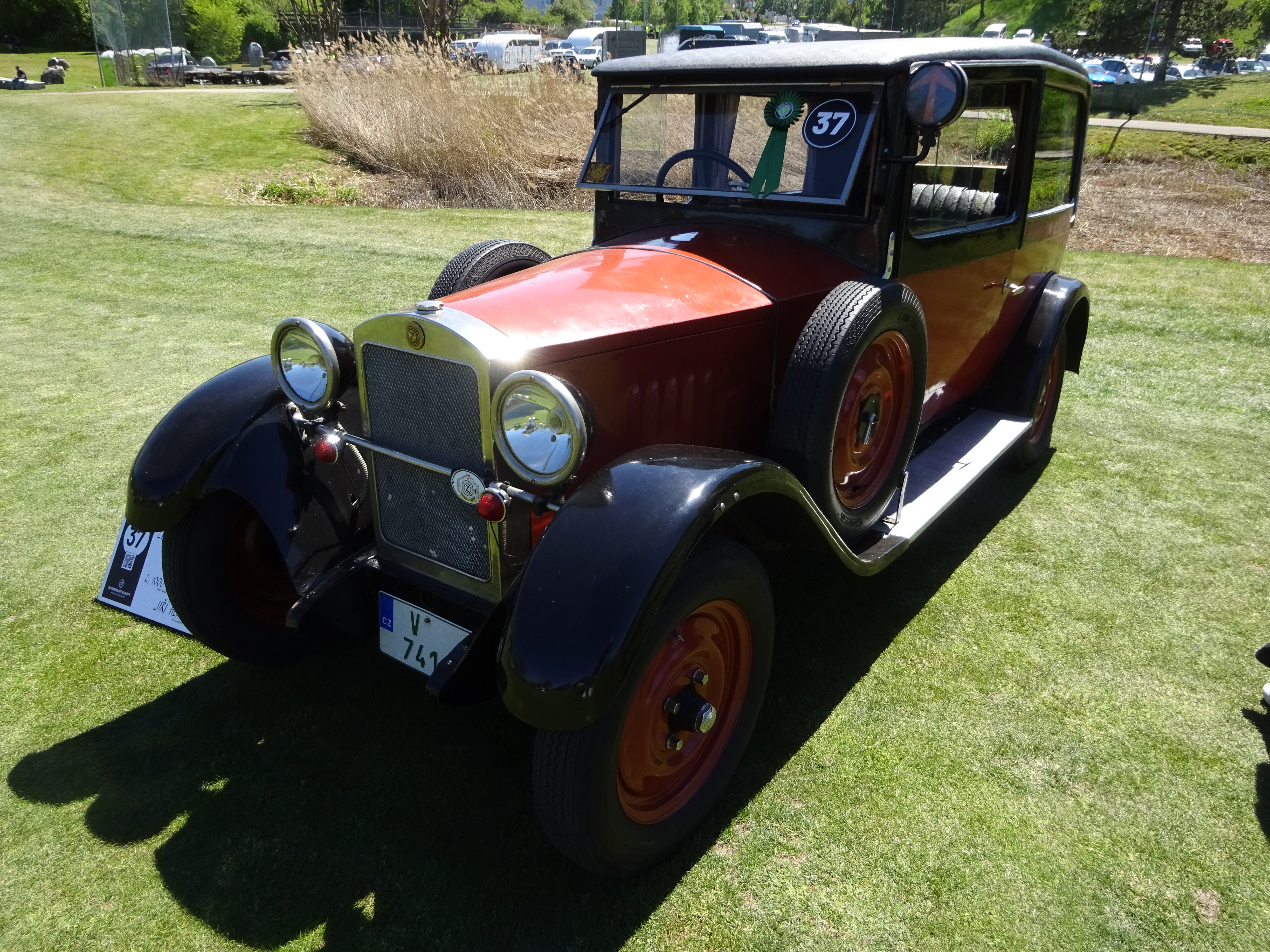
Zbrojovka Z 18 limusina (1929), Automobilové klenoty 2024
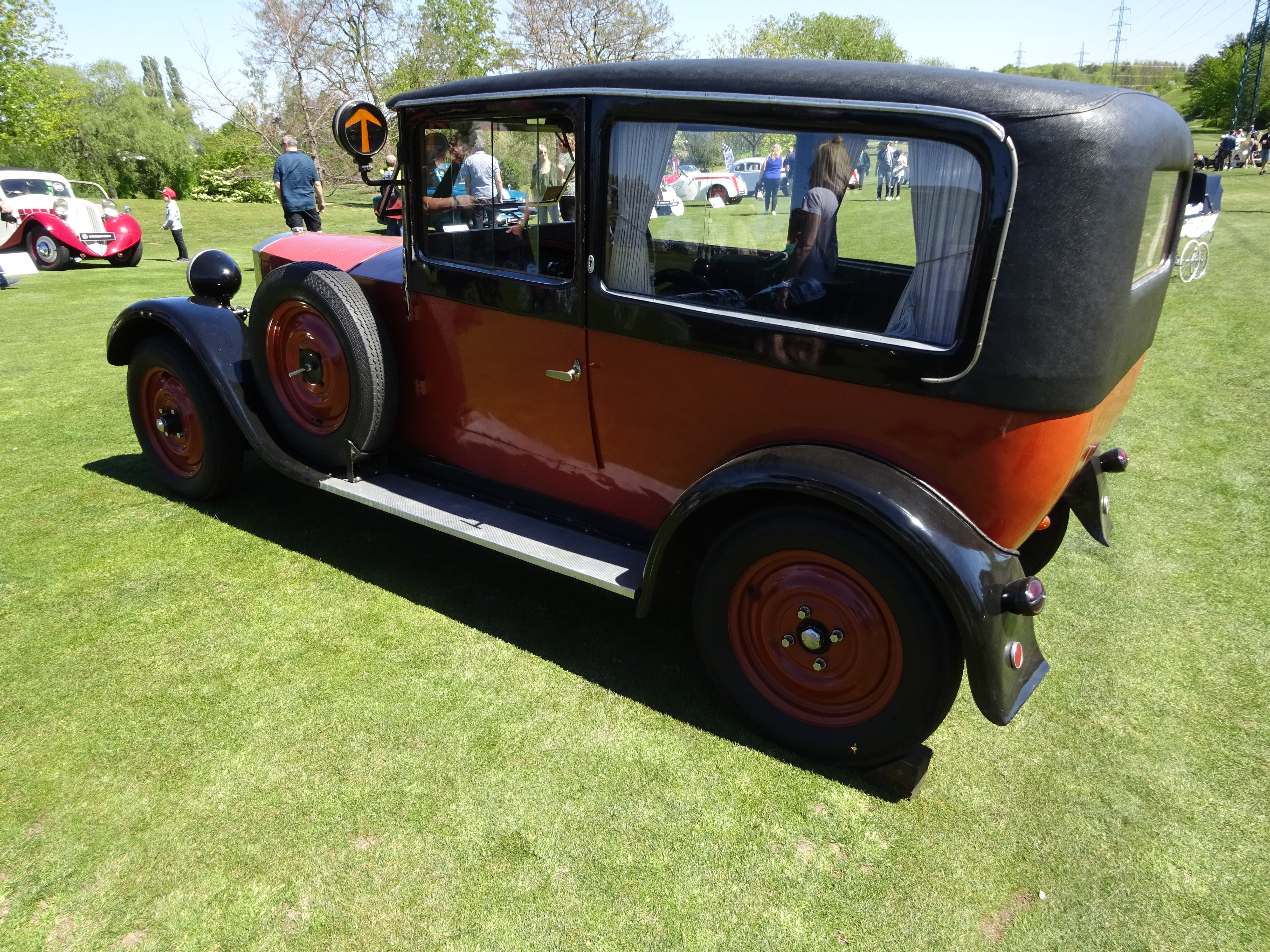
Zbrojovka Z 18 limusina (1929)
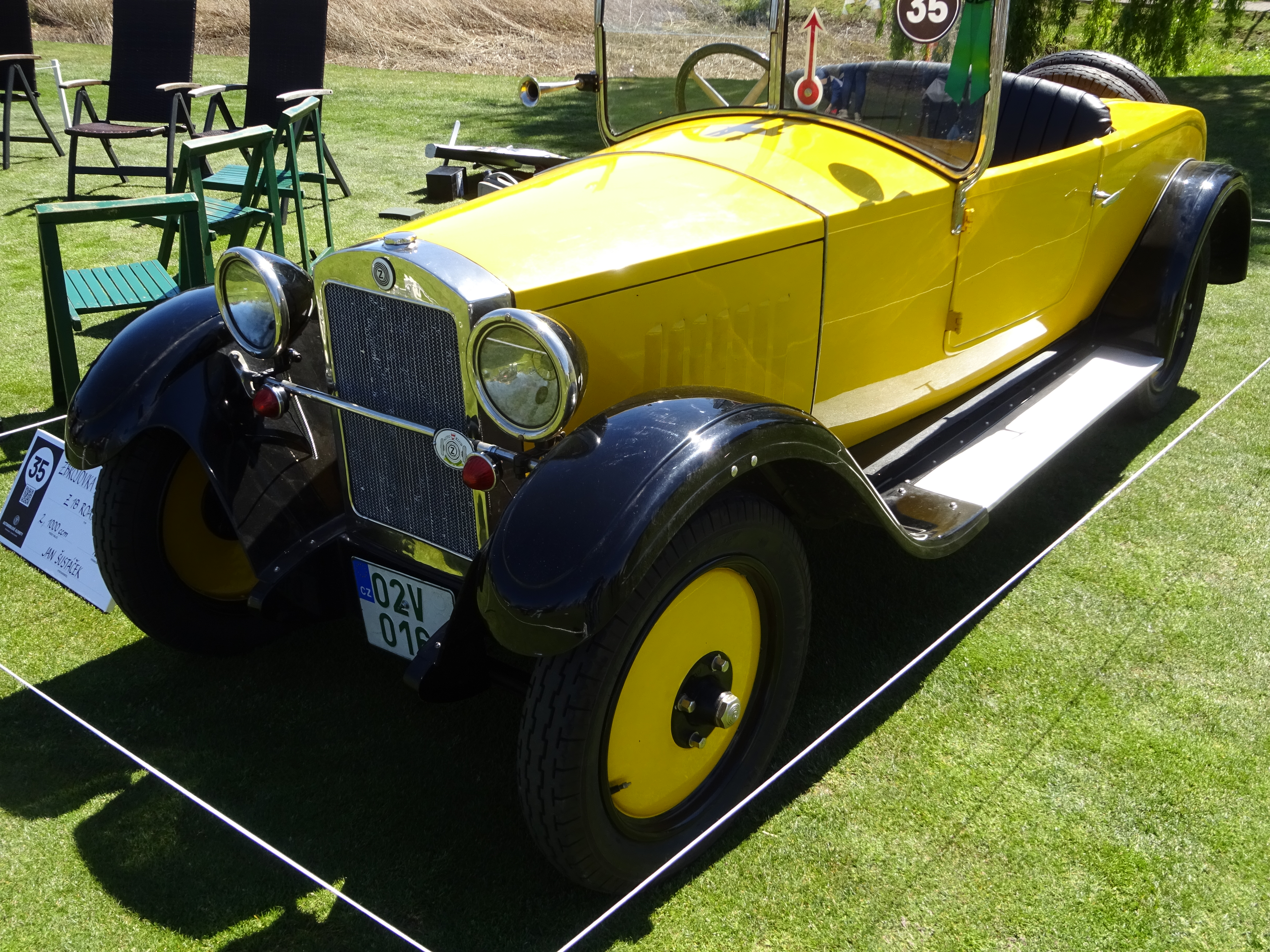
Zbrojovka Z 18 roadster (1928), Automobilové klenoty 2024
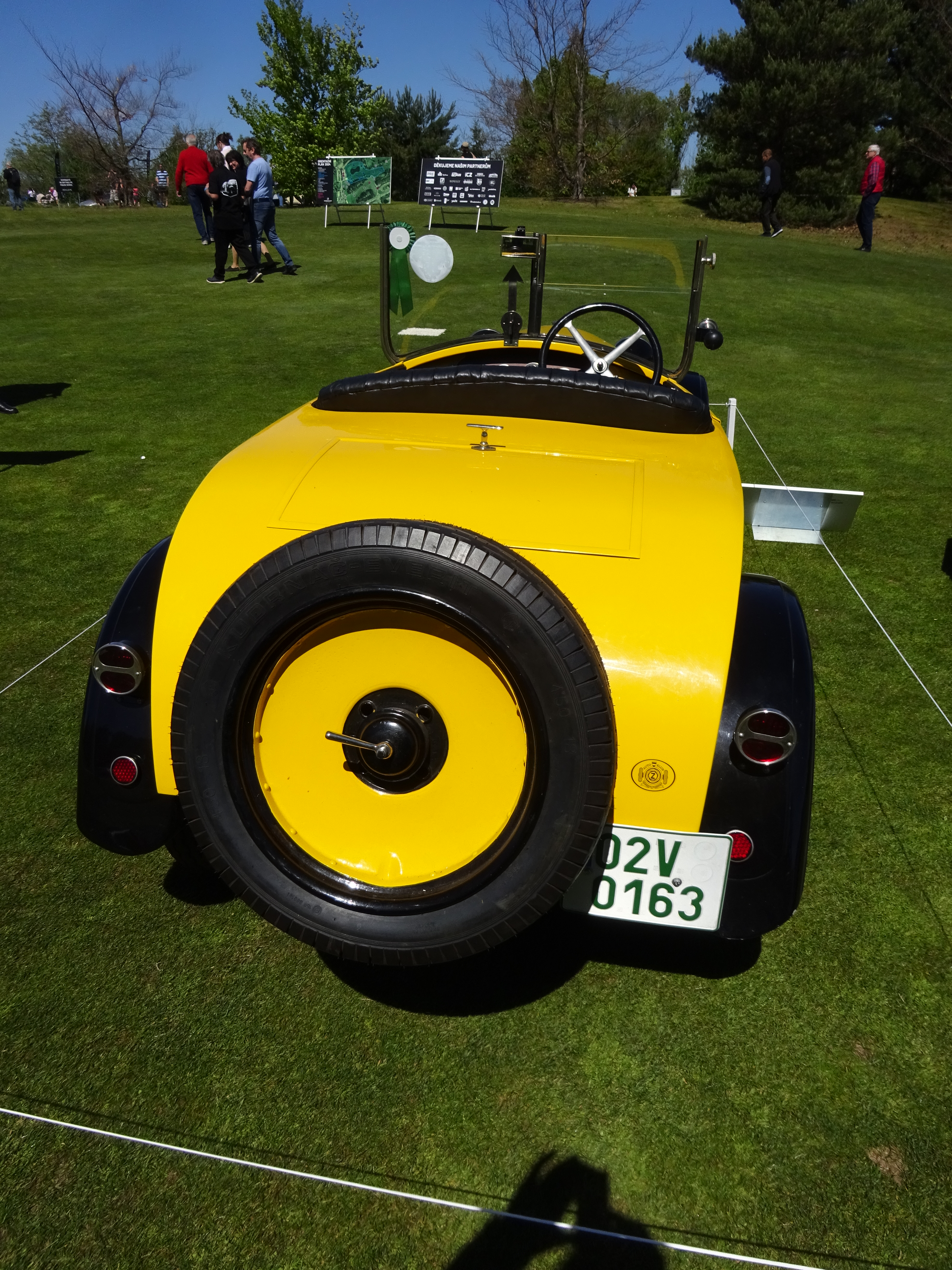
Zbrojovka Z 18 roadster (1928)
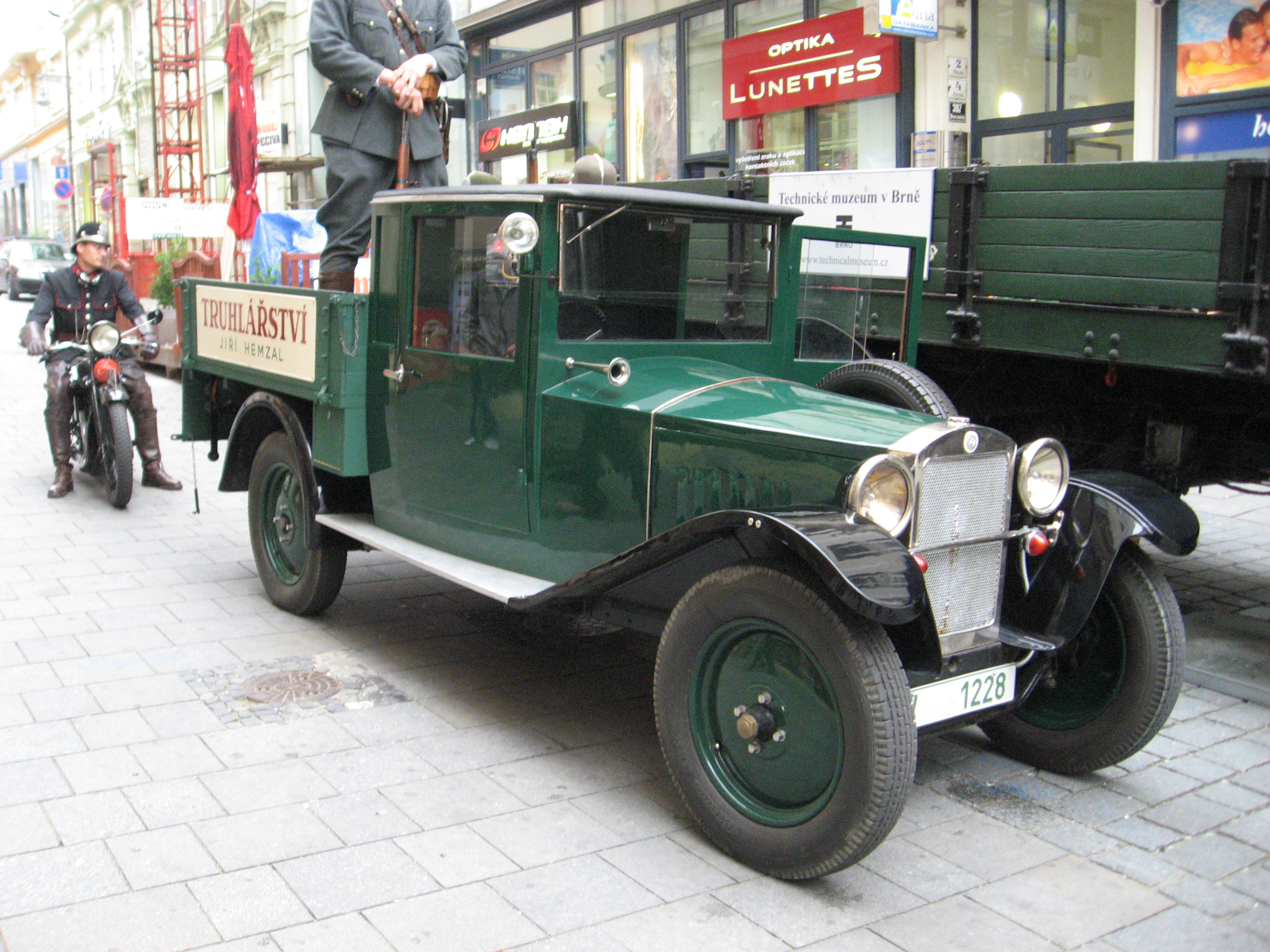
Zbrojovka Z 18 valník (1928) 140 let MHD Brno 2009
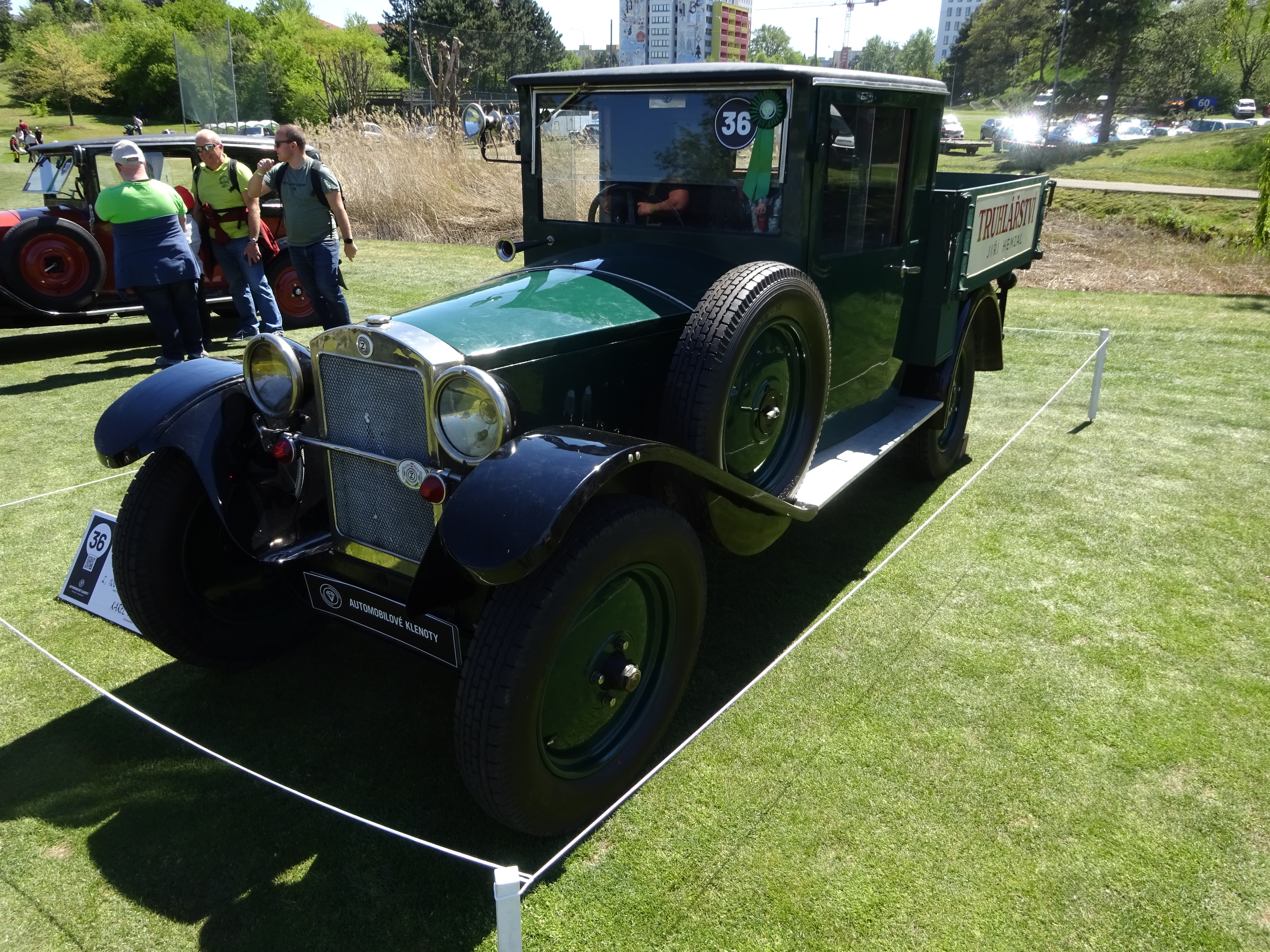
Zbrojovka Z 18 valník (1928), Automobilové klenoty 2024
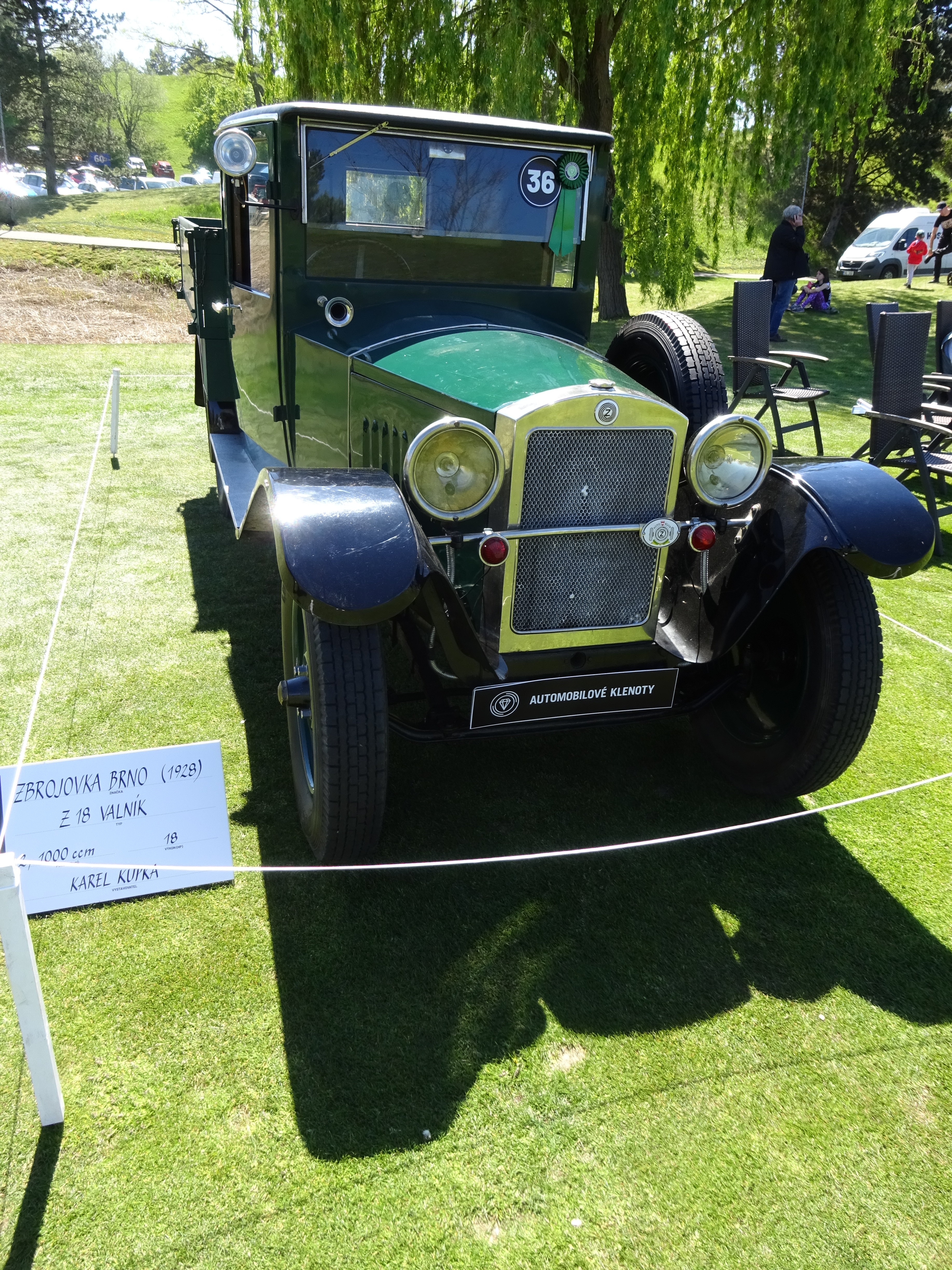
Zbrojovka Z 18 valník (1928)
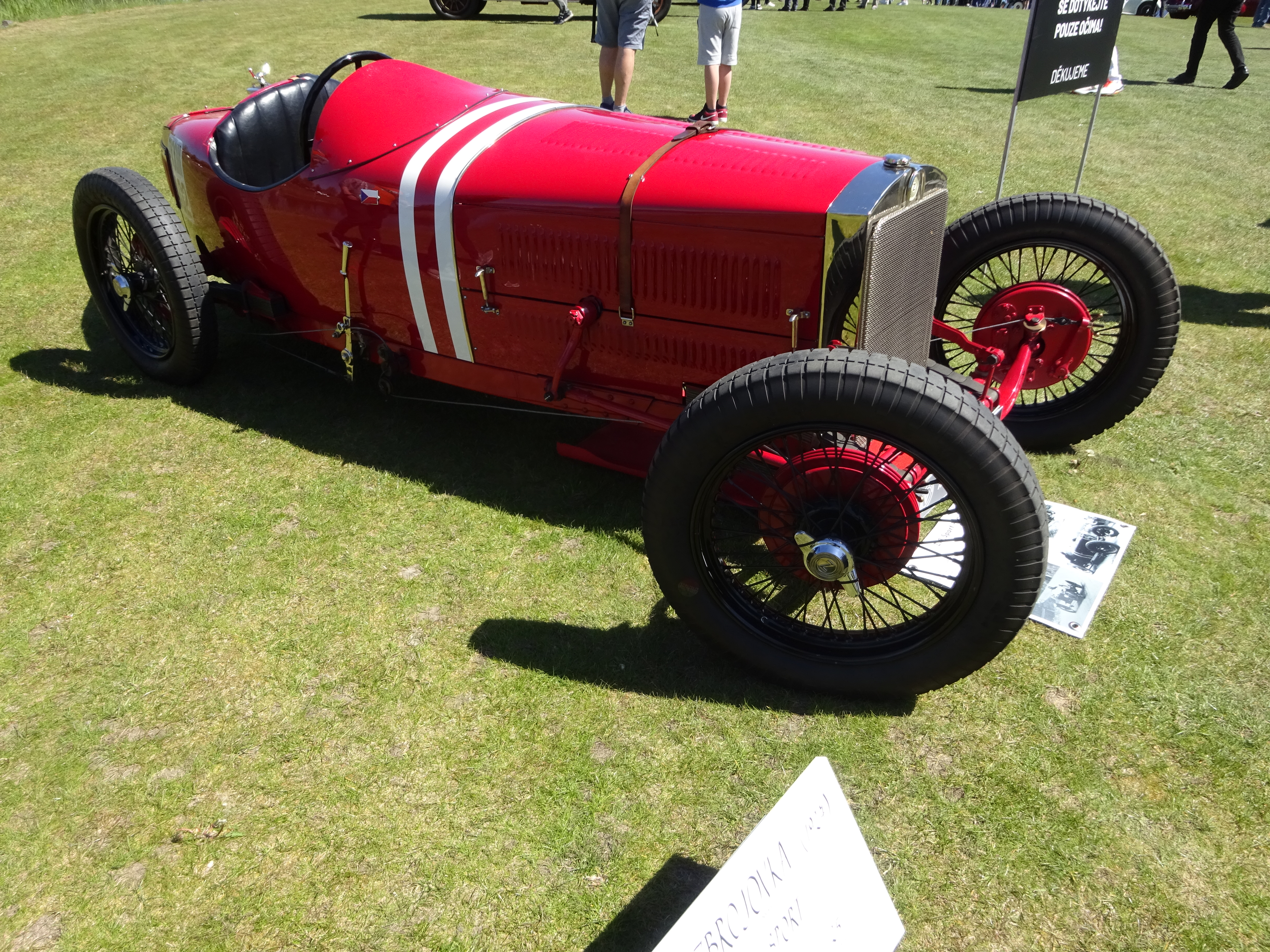
Zbrojovka Z 18 Sport (1927), Automobilové klenoty 2024
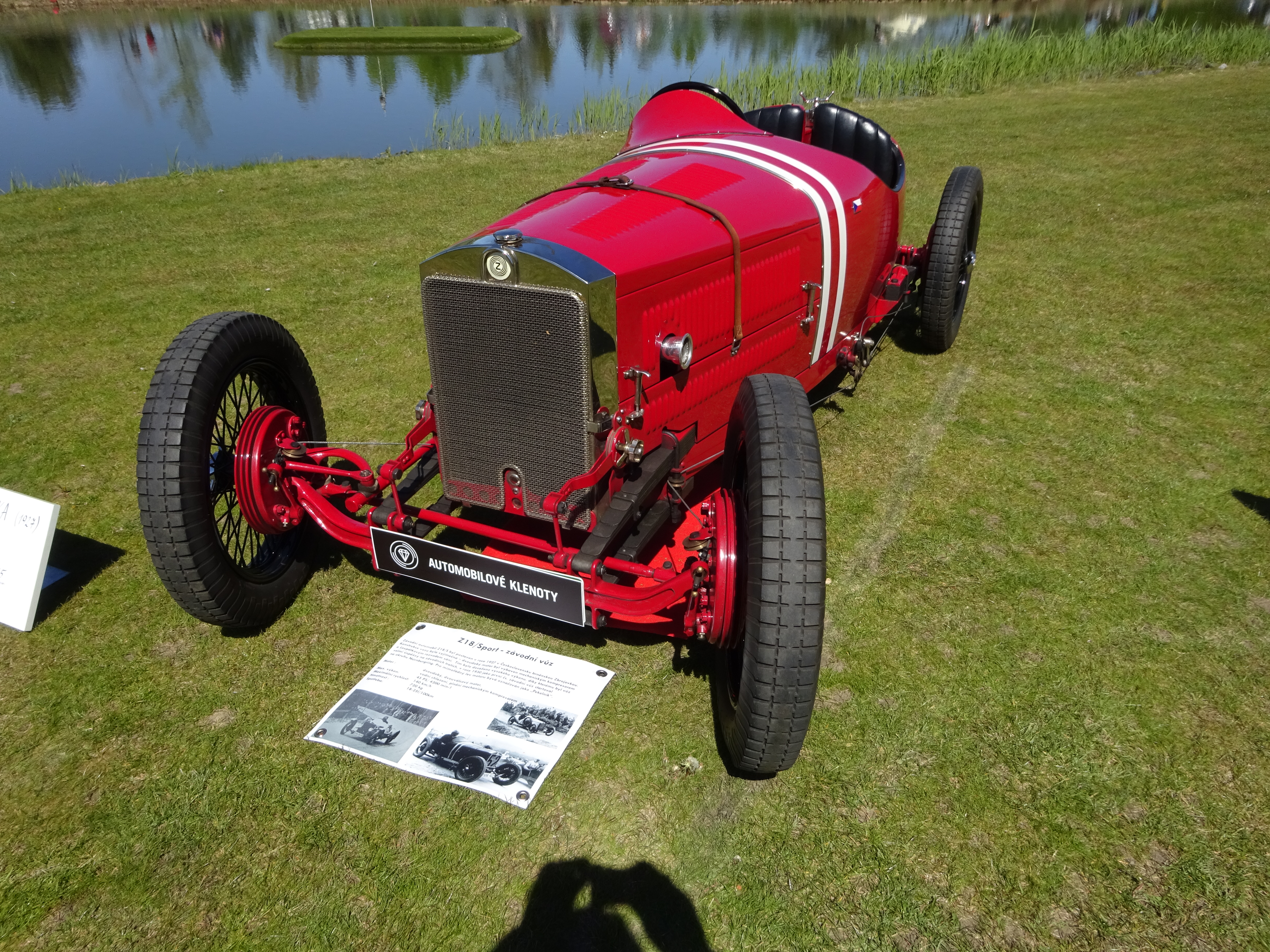
Zbrojovka Z 18 Sport (1927)
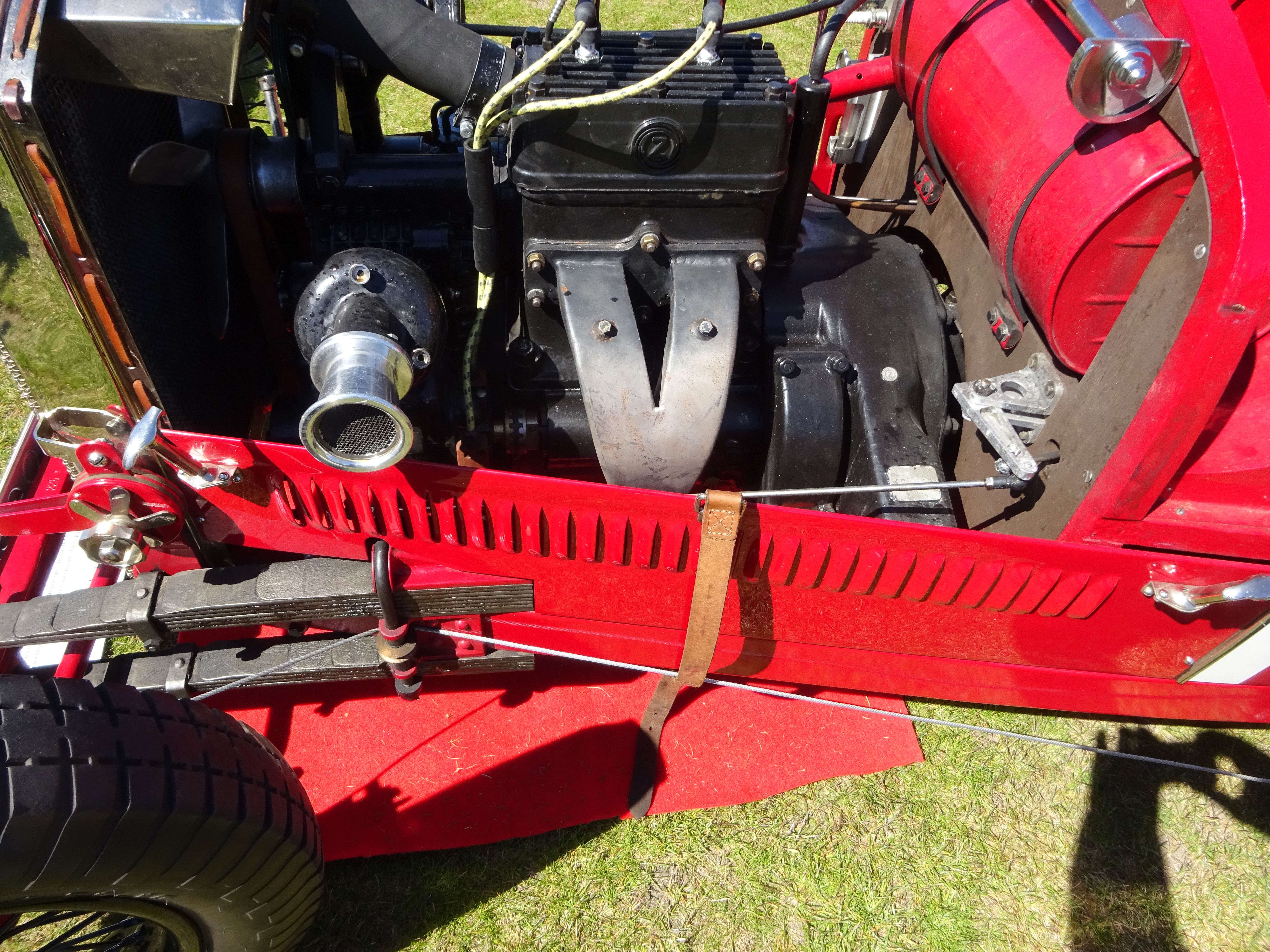
Zbrojovka Z 18 Sport (1927), motor M8